# Araz Junction
Araz Junction es un área no incorporada ubicada en el condado de Imperial en el estado estadounidense de California.

## Geografía
Araz Junction se encuentra ubicada en las coordenadas 32°44′50″N 114°42′52″O / 32.74722, -114.71444.